# Paris-Roubaix 2014
La 112e édition de Paris-Roubaix a eu lieu le 13 avril 2014. Il s'agit de la 10e épreuve de l'UCI World Tour 2014.

## Présentation

### Parcours
Le parcours de ce Paris-Roubaix a été dévoilé le 6 janvier 2014, il se dispute sur une longueur de 257 km comprenant 51,1 km de secteurs pavés répartis en vingt-huit tronçons. Les changements par rapport à l'édition précédente sont le remplacement des secteurs de Vertain à Saint-Martin-sur-Écaillon (2 300 m, 3 étoiles) et Quérénaing à Maing (2 500 m, 3 étoiles) par ceux de Solesmes à Haussy (800 m, 2 étoiles), Saulzoir à Verchain-Maugré (1 200 m, 2 étoiles) et Quérénaing à Famars (1 200 m, 2 étoiles),,.
| Secteur | Kilomètre | Localisation                              | Longueur | Difficulté |
| ------- | --------- | ----------------------------------------- | -------- | ---------- |
| 28      | 97,5      | Troisvilles > Inchy                       | 2 200 m  | 03         |
| 27      | 104       | Viesly > Quiévy                           | 1 800 m  | 03         |
| 26      | 106,5     | Quiévy > Saint-Python                     | 3 700 m  | 04         |
| 25      | 111       | Saint-Python                              | 1 500 m  | 02         |
| 24      | 119,5     | Solesmes > Haussy                         | 800 m    | 02         |
| 23      | 126       | Saulzoir > Verchain-Maugré                | 1 200 m  | 02         |
| 22      | 130,5     | Verchain-Maugré > Quérénaing              | 1 600 m  | 03         |
| 21      | 135       | Quérénaing > Famars                       | 1 200 m  | 02         |
| 20      | 140,5     | Maing > Monchaux-sur-Écaillon             | 1 600 m  | 03         |
| 19      | 153       | Haveluy > Wallers                         | 2 500 m  | 04         |
| 18      | 161,5     | Trouée d'Arenberg                         | 2 400 m  | 05         |
| 17      | 167,5     | Wallers > Hélesmes                        | 1 600 m  | 03         |
| 16      | 174,5     | Hornaing > Wandignies-Hamage              | 3 700 m  | 04         |
| 15      | 182       | Warlaing > Brillon                        | 2 400 m  | 03         |
| 14      | 185       | Tilloy-lez-Marchiennes > Sars-et-Rosières | 2 400 m  | 04         |
| 13      | 191,5     | Beuvry-la-Forêt > Orchies                 | 1 400 m  | 03         |
| 12      | 196,5     | Orchies                                   | 1 700 m  | 03         |
| 11      | 202,5     | Auchy-lez-Orchies > Bersée                | 2 700 m  | 04         |
| 10      | 208       | Mons-en-Pévèle                            | 3 000 m  | 05         |
| 9       | 214       | Mérignies > Avelin                        | 700 m    | 02         |
| 8       | 217,5     | Pont-Thibaut > Ennevelin                  | 1 400 m  | 03         |
| 7       | 223,5     | Templeuve (Moulin-de-Vertain)             | 500 m    | 02         |
| 6-2     | 230       | Cysoing > Bourghelles                     | 1 300 m  | 04         |
| 6-1     | 232,5     | Bourghelles > Wannehain                   | 1 100 m  | 03         |
| 5       | 237       | Camphin-en-Pévèle                         | 1 800 m  | 04         |
| 4       | 240       | Carrefour de l'Arbre                      | 2 100 m  | 05         |
| 3       | 242       | Gruson                                    | 1 100 m  | 02         |
| 2       | 249       | Willems > Hem                             | 1 400 m  | 02         |
| 1       | 256       | Roubaix                                   | 300 m    | 01         |
| Total   | Total     | Total                                     | 51 100 m | 51 100 m   |

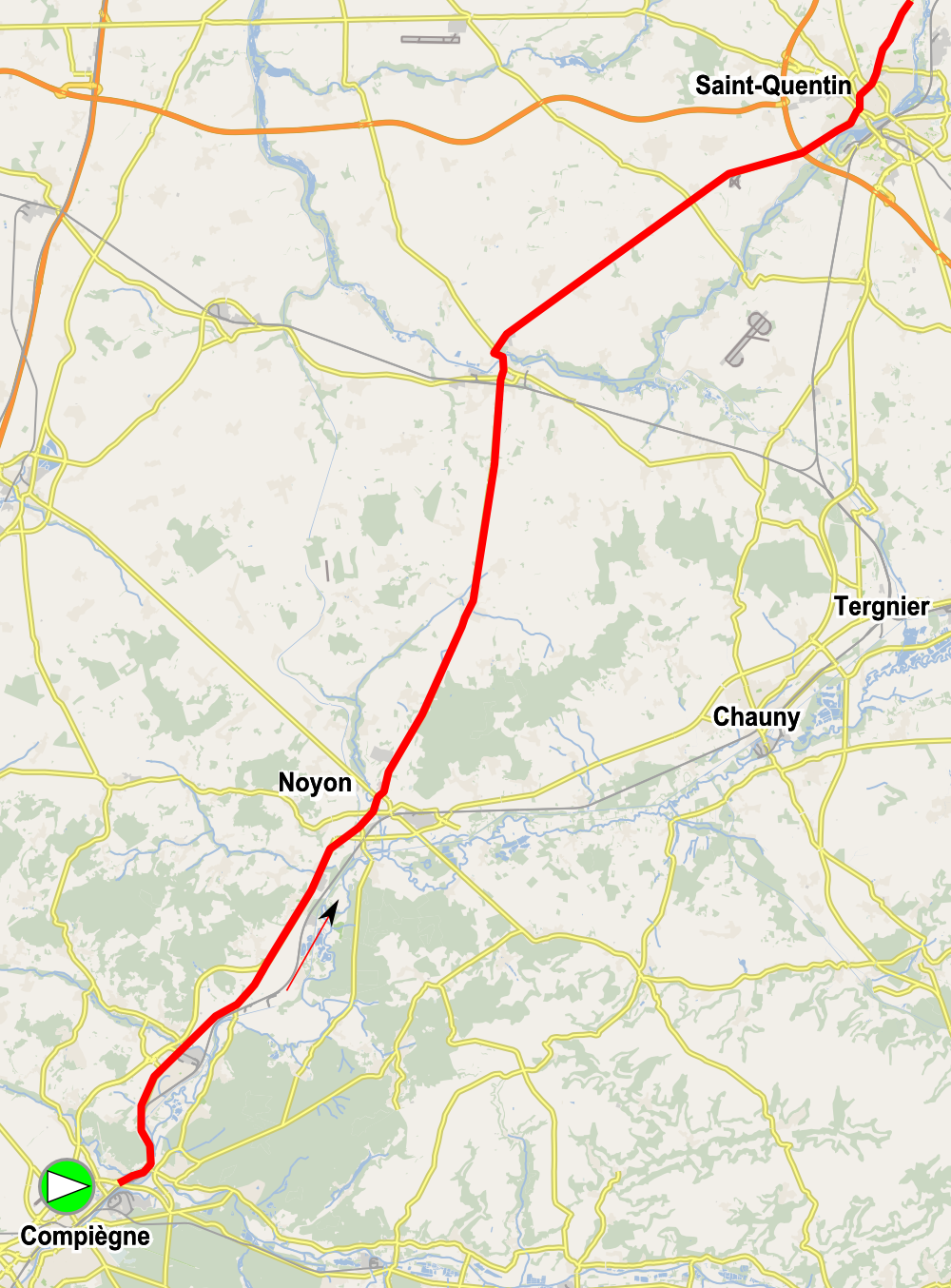
Première partie du parcours, secteurs pavés en vert.
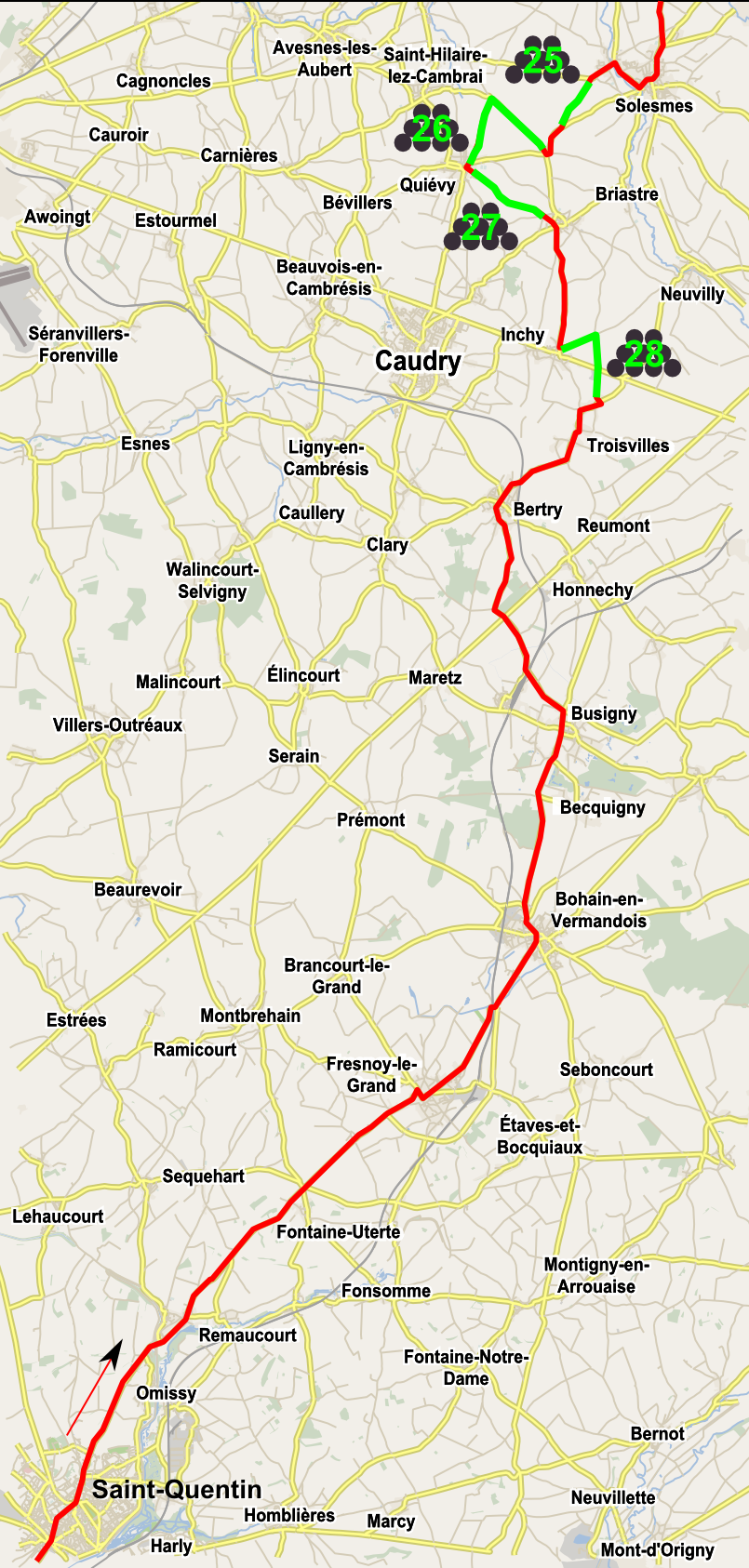
Parcours entre Saint-Quentin et Solesmes.
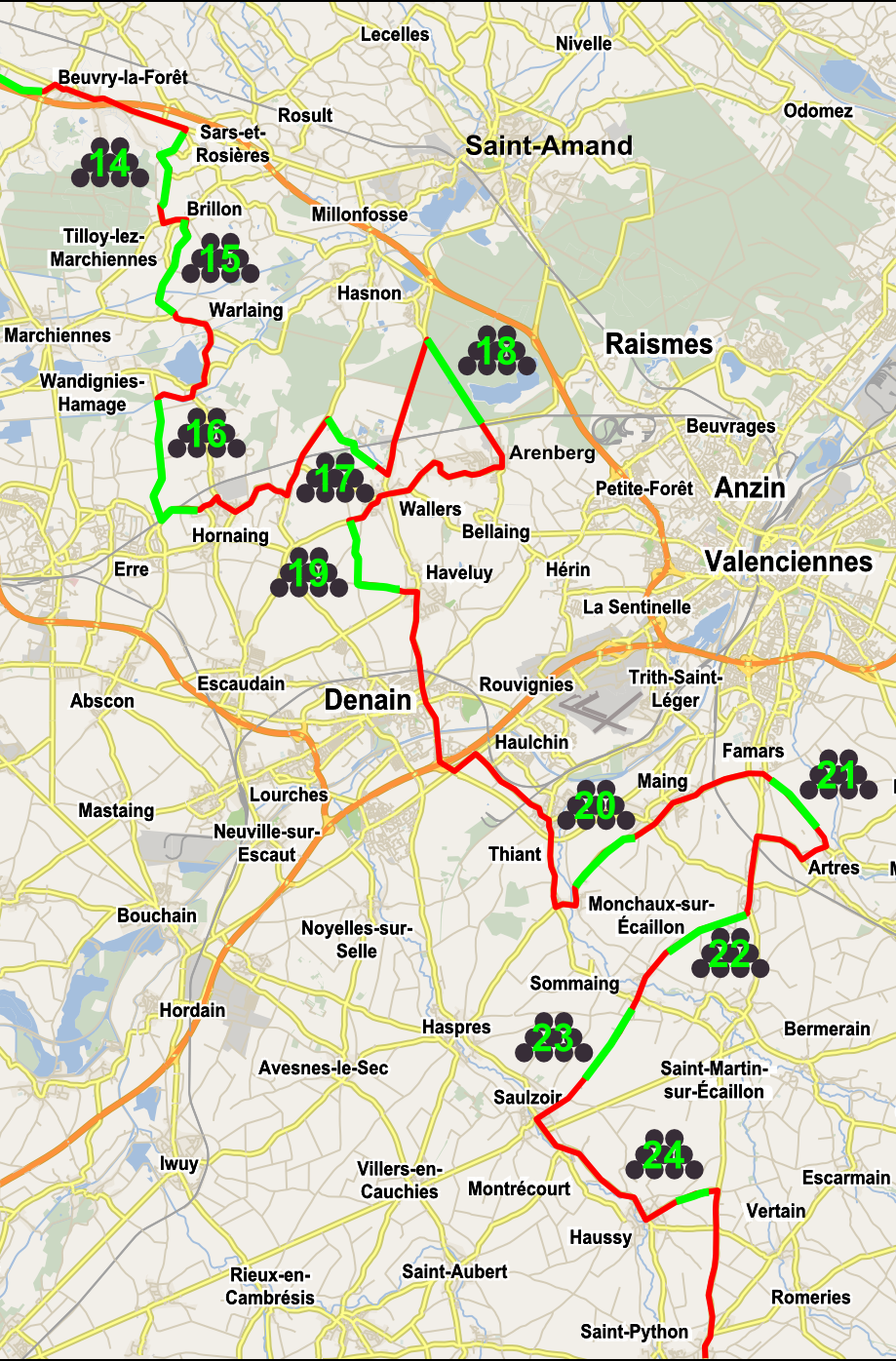
Parcours entre Solesmes et Orchies.
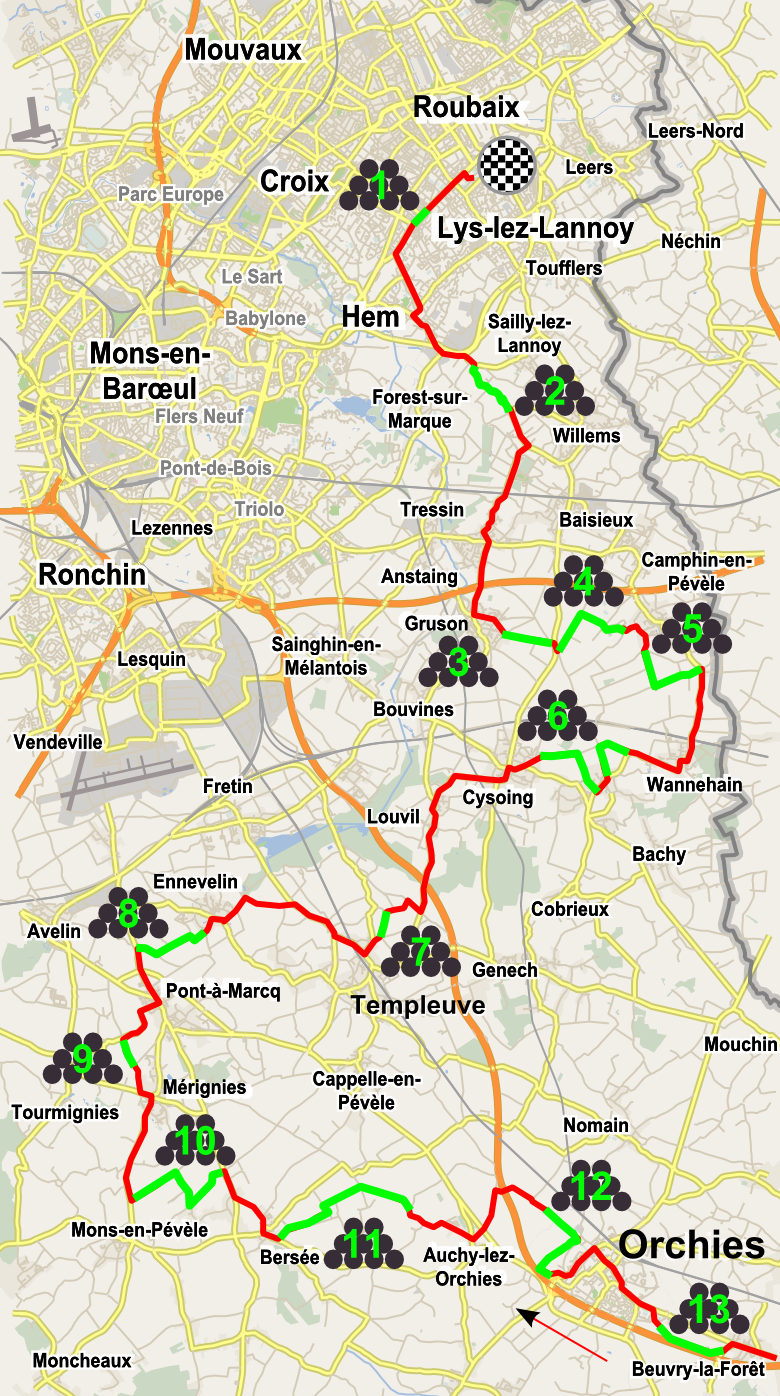
Final de la course

### Équipes
L'organisateur Amaury Sport Organisation a communiqué la liste des équipes invitées le 28 février 2014,. Vingt-cinq équipes participent à ce Paris-Roubaix - dix-huit ProTeams et sept équipes continentales professionnelles :
| UCI ProTeams            | UCI ProTeams | UCI ProTeams |
| Nom de l'équipe         | Pays         | Code         |
| ----------------------- | ------------ | ------------ |
| AG2R La Mondiale        | France       | ALM          |
| Astana                  | Kazakhstan   | AST          |
| Belkin                  | Pays-Bas     | BEL          |
| BMC Racing              | États-Unis   | BMC          |
| Cannondale              | Italie       | CAN          |
| Europcar                | France       | EUC          |
| FDJ.fr                  | France       | FDJ          |
| Garmin-Sharp            | États-Unis   | GRS          |
| Giant-Shimano           | Pays-Bas     | GIA          |
| Katusha                 | Russie       | KAT          |
| Lampre-Merida           | Italie       | LAM          |
| Lotto-Belisol           | Belgique     | LTB          |
| Movistar                | Espagne      | MOV          |
| Omega Pharma-Quick Step | Belgique     | OPQ          |
| Orica-GreenEDGE         | Australie    | OGE          |
| Sky                     | Royaume-Uni  | SKY          |
| Tinkoff-Saxo            | Russie       | TCS          |
| Trek Factory Racing     | États-Unis   | TFR          |

| Équipes continentales professionnelles | Équipes continentales professionnelles | Équipes continentales professionnelles |
| Nom de l'équipe                        | Pays                                   | Code                                   |
| -------------------------------------- | -------------------------------------- | -------------------------------------- |
| Bretagne-Séché Environnement           | France                                 | BSE                                    |
| Cofidis                                | France                                 | COF                                    |
| IAM                                    | Suisse                                 | IAM                                    |
| NetApp-Endura                          | Allemagne                              | TNE                                    |
| Topsport Vlaanderen-Baloise            | Belgique                               | TSV                                    |
| UnitedHealthcare                       | États-Unis                             | UHC                                    |
| Wanty-Groupe Gobert                    | Belgique                               | WGG                                    |

### Règlement de la course

#### Primes
Les vingt prix sont attribués suivant le barème de l'UCI,. Le total général des prix distribués est de 91 000 €.
| Position | 1er      | 2e       | 3e       | 4e      | 5e      | 6e      | 7e      | 8e      | 9e      | 10e     | 11e     | 12e   | 13e   | 14e   | 15e   | 16e à 20e |
| Prix     | 30 000 € | 22 000 € | 15 000 € | 7 500 € | 3 200 € | 1 700 € | 1 500 € | 1 300 € | 1 200 € | 1 100 € | 1 000 € | 900 € | 800 € | 700 € | 600 € | 500 €     |

### Favoris
Le Suisse Fabian Cancellara (Trek Factory Racing) est le grand favori à sa propre succession. Le Suisse a dominé ses adversaires la semaine précédente sur le Tour des Flandres et rien ne semble pouvoir l’empêcher de lever une nouvelle fois les bras sur le vélodrome de Roubaix.
Pas au niveau sur le Ronde, le Belge Tom Boonen (Omega Pharma-Quick Step) ne semble pas en mesure de rivaliser avec le Suisse cette année, mais il reste toujours un vainqueur potentiel. La tactique de son équipe se reposera peut être sur les épaules du Néerlandais Niki Terpstra troisième et cinquième des deux éditions précédentes. La formation belge pourra aussi compter sur le Tchèque Zdeněk Štybar et un autre Belge Stijn Vandenbergh. Deuxième l'année précédente et en vue sur le Ronde, le Belge Sep Vanmarcke (Belkin) fait figure de principal adversaire de Cancellara mais devra toutefois se défaire du Suisse pour éviter une arrivée au sprint.
La surprise peut venir du Norvégien Alexander Kristoff (Katusha). Neuvième l'année précédente, vainqueur de Milan-San Remo et cinquième du récent Tour des Flandres, il ne cesse de surprendre depuis le début de la saison. Parmi les autres favoris potentiels, on peut citer le Belge Greg Van Avermaet (BMC Racing) quatrième l'année précédente et deuxième du Ronde ou encore le Néerlandais Sebastian Langeveld (Garmin-Sharp) régulièrement placé sur les courses pavées. Enfin, le Slovaque Peter Sagan (Cannondale) peut aussi vaincre l'Enfer du Nord. Vainqueur du Grand Prix E3, il a montré des limites sur le Tour des Flandres.
Du côté des Français, on note le forfait de Sylvain Chavanel (IAM) malade. Toutefois, les deux meilleures chances françaises sont présentes avec les deux membres de la formation AG2R La Mondiale Damien Gaudin (cinquième en 2013) et Sébastien Turgot (dixième en 2013 et deuxième en 2012).
Plusieurs coureurs, ayant déjà brillé sur cette épreuve ou ayant quelques références sur les pavés peuvent également briller : le Néerlandais Lars Boom (Belkin), les Norvégiens Thor Hushovd (BMC Racing) et Edvald Boasson Hagen (Sky), le Britannique Geraint Thomas coéquipier de ce dernier, le Français Yoann Offredo (FDJ.fr), le vainqueur en 2011 le Belge Johan Vansummeren (Garmin-Sharp) et ses compatriotes Jürgen Roelandts (Lotto-Belisol) et Stijn Devolder (Trek Factory Racing) et l'Italien Filippo Pozzato (Lampre-Merida).
Le Britannique Bradley Wiggins (Sky) a annoncé avoir fait de Paris-Roubaix son nouvel objectif. Il est donc aligné par son équipe et sera le premier vainqueur du Tour de France à courir sur la course depuis 22 ans.

## Récit de la course

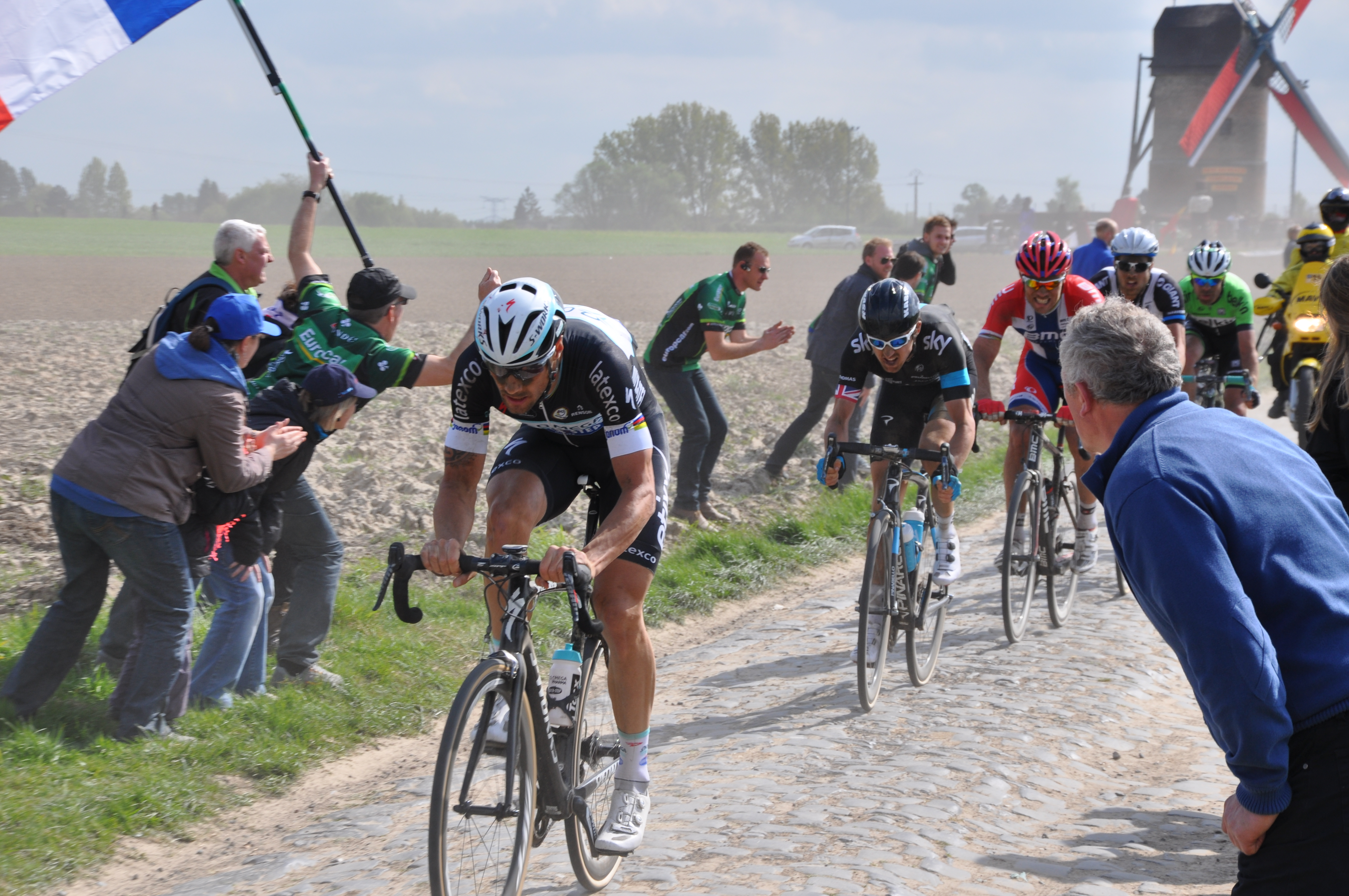
Tête de la course (dans l'ordre: Tom Boonen, Geraint Thomas, Thor Hushovd, Bert De Backer, Bram Tankink, Yannick Martinez) au secteur pavé du Moulin-de-Vertain de Templeuve.

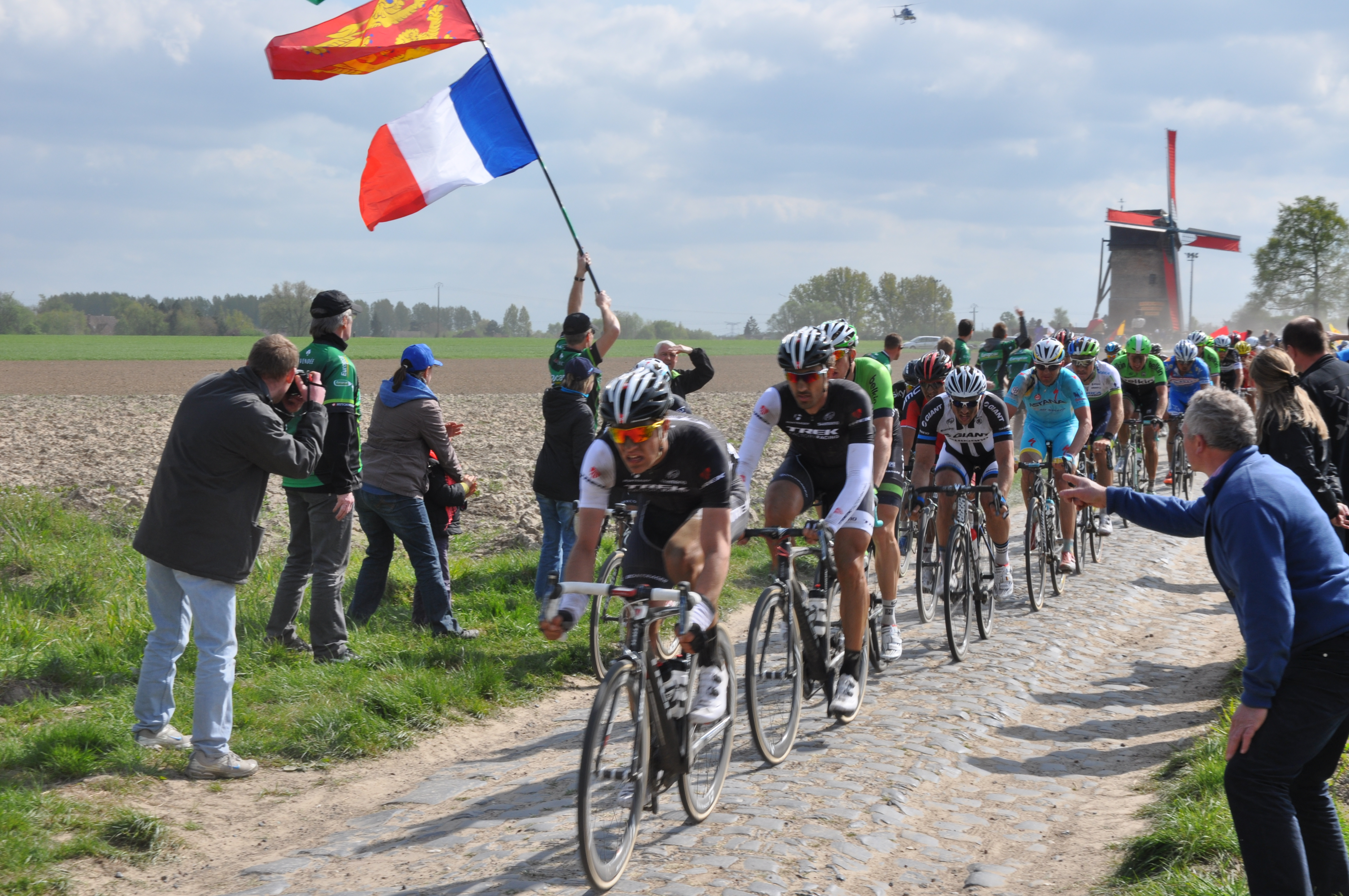
Fabian Cancellara en seconde position dans le groupe des poursuivants, au secteur pavé du Moulin-de-Vertain de Templeuve.

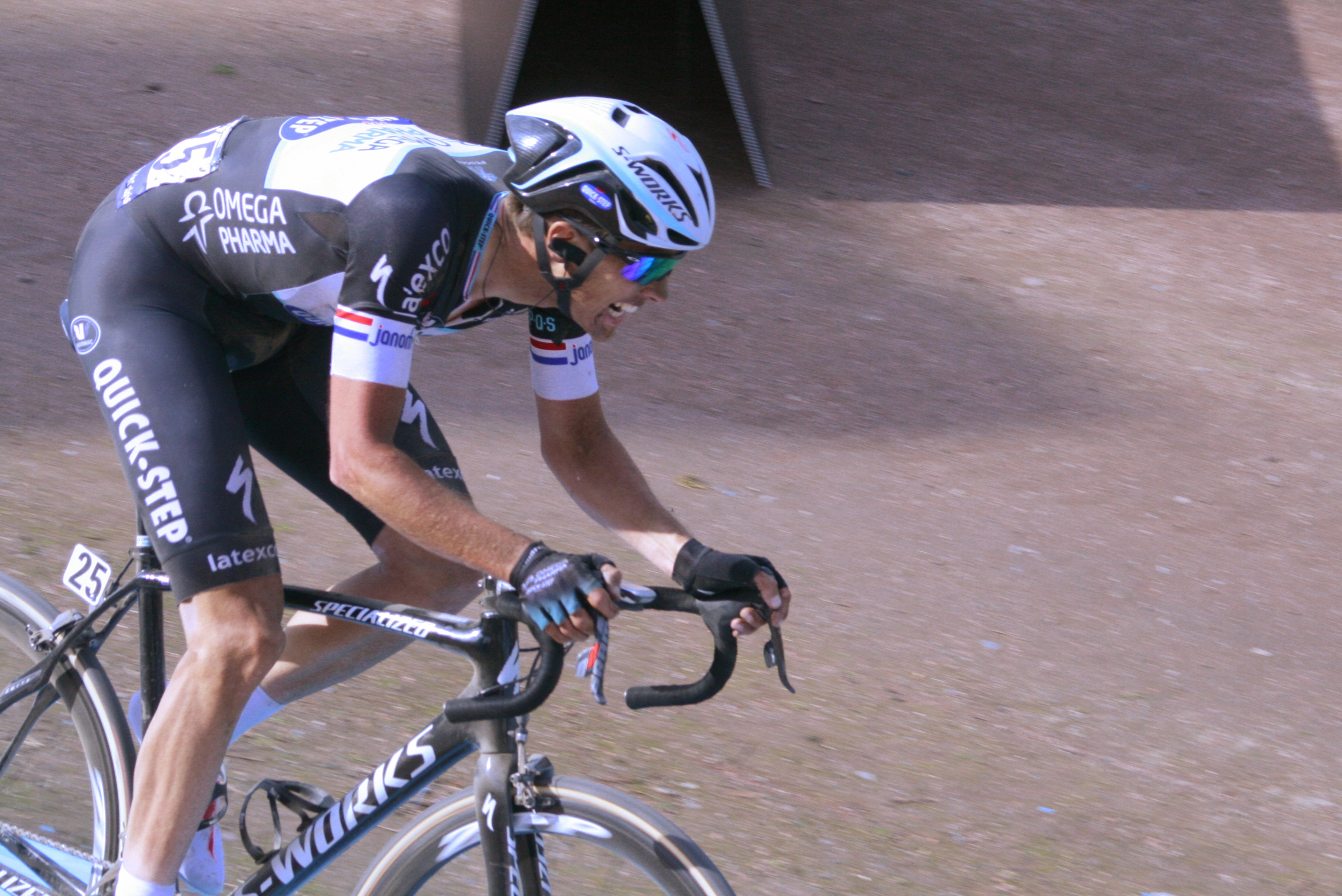
Niki Terpstra au vélodrome André-Pétrieux de Roubaix.

Huit coureurs s'échappent après 32 kilomètres de course : David Boucher (FDJ.fr), Kenny De Haes (Lotto-Belisol), Tim De Troyer (Wanty-Groupe Gobert), Benoît Jarrier, Clément Koretzky (Bretagne-Séché Environnement), Michal Kolar (Tinkoff-Saxo), John Murphy (UnitedHealthcare) et Andreas Schillinger (NetApp-Endura). Ils abordent le premier secteur pavé, à Troisvilles, avec huit minutes d'avance. À la trouée d'Arenberg, l'avance est inférieure à cinq minutes. Le passage du peloton est marqué par la crevaison d'Alexander Kristoff.
Au secteur 14, Ladagnous provoque la formation d'un groupe d'outsiders. Boonen sort du peloton au secteur pavé suivant et, rapidement, rejoint seul ce groupe. Après plusieurs accélérations, Boonen n'est plus accompagné que par De Backer, Martinez et Thomas. Hushovd, dont l'équipe BMC a réduit l'avance de ce groupe, les rejoint.
À 35 km de l'arrivée, Sagan, qui a connu plusieurs crevaisons, tente à son tour de rejoindre le groupe Boonen. Accompagné par Wynants, il y parvient après une douzaine de kilomètres de poursuite.
Au Carrefour de l'Arbre, à 20 km de Roubaix, Vanmarcke et Cancellara parviennent également à rattraper le groupe Boonen. Entretemps, Sagan a attaqué seul. Vanmarcke, Cancellara, Stybar et Degenkolb s'extraient du groupe et le rejoignent. Derrière eux, Boonen, aidé par Terpstra ainsi que Sebastian Langeveld et les deux coureurs de la Sky, Wiggins et Geraint Thomas collaborent. Une jonction s'opère à 15 km de l'arrivée, formant un groupe de onze coureurs.
L'équipe Omega Pharma-Quick Step se retrouve en position de force, avec trois coureurs. L'un d'entre eux, Niki Terpstra, attaque à six kilomètres de l'arrivée, à la sortie du secteur pavé de Hem. Ses adversaires au sein du groupe de poursuivants ne parviennent pas à mener une poursuite efficace. Terpstra entre seul au vélodrome de Roubaix et s'impose avec 20 secondes d'avance,.

## Classements

### Classement final
|    | Coureur             | Pays        | Équipe                  |    | Temps           | Points UCI |
| -- | ------------------- | ----------- | ----------------------- | -- | --------------- | ---------- |
| 1  | Niki Terpstra       | Pays-Bas    | Omega Pharma-Quick Step | en | 6 h 09 min 01 s | 100        |
| 2  | John Degenkolb      | Allemagne   | Giant-Shimano           | +  | 20 s            | 80         |
| 3  | Fabian Cancellara   | Suisse      | Trek Factory Racing     |    | 20 s            | 70         |
| 4  | Sep Vanmarcke       | Belgique    | Belkin                  |    | 20 s            | 60         |
| 5  | Zdeněk Štybar       | Tchéquie    | Omega Pharma-Quick Step |    | 20 s            | 50         |
| 6  | Peter Sagan         | Slovaquie   | Cannondale              |    | 20 s            | 40         |
| 7  | Geraint Thomas      | Royaume-Uni | Sky                     |    | 20 s            | 30         |
| 8  | Sebastian Langeveld | Pays-Bas    | Garmin-Sharp            |    | 20 s            | 20         |
| 9  | Bradley Wiggins     | Royaume-Uni | Sky                     |    | 20 s            | 10         |
| 10 | Tom Boonen          | Belgique    | Omega Pharma-Quick Step |    | 20 s            | 4          |

### UCI World Tour
Ce Paris-Roubaix attribue des points pour l'UCI World Tour 2014, par équipes uniquement aux équipes ayant un label ProTeam, individuellement uniquement aux coureurs des équipes ayant un label ProTeam.
| Position           | 1er | 2e | 3e | 4e | 5e | 6e | 7e | 8e | 9e | 10e |
| Classement général | 100 | 80 | 70 | 60 | 50 | 40 | 30 | 20 | 10 | 4   |

## Liste des participants
- Liste de départ complète

| Légende | Légende                                                                    | Légende | Légende                                                    |
| ------- | -------------------------------------------------------------------------- | ------- | ---------------------------------------------------------- |
| Num     | Dossard de départ porté par le coureur sur ce Paris-Roubaix                | Pos     | Position à l'arrivée de la course                          |
|         | Indique un maillot de champion national ou mondial, suivi de sa spécialité | NP      | Indique un coureur qui n'a pas pris le départ de la course |
| AB      | Indique un coureur qui n'a pas terminé la course                           | HD      | Indique un coureur qui a terminé la course hors des délais |

| Trek Factory Racing TFR | Trek Factory Racing TFR       | Trek Factory Racing TFR |
| ----------------------- | ----------------------------- | ----------------------- |
| Num                     | Coureur                       | Pos                     |
| 1                       | Fabian Cancellara (SUI)       | 3e                      |
| 2                       | Markel Irizar (ESP)           | 94e                     |
| 3                       | Yaroslav Popovych (UKR)       | 114e                    |
| 4                       | Grégory Rast (SUI)            | 99e                     |
| 5                       | Hayden Roulston (NZL) (Route) | AB                      |
| 6                       | Jesse Sergent (NZL)           | 120e                    |
| 7                       | Jasper Stuyven (BEL)          | 55e                     |
| 8                       | Boy van Poppel (NED)          | 53e                     |

| Belkin BEL | Belkin BEL               | Belkin BEL |
| ---------- | ------------------------ | ---------- |
| Num        | Coureur                  | Pos        |
| 11         | Sep Vanmarcke (BEL)      | 4e         |
| 12         | Lars Boom (NED)          | 37e        |
| 13         | Tom Leezer (NED)         | 85e        |
| 14         | Bram Tankink (NED)       | 26e        |
| 15         | Maarten Tjallingii (NED) | 51e        |
| 16         | Jos van Emden (NED)      | 18e        |
| 17         | Robert Wagner (GER)      | 77e        |
| 18         | Maarten Wynants (BEL)    | 39e        |

| Omega Pharma-Quick Step OPQ | Omega Pharma-Quick Step OPQ    | Omega Pharma-Quick Step OPQ |
| --------------------------- | ------------------------------ | --------------------------- |
| Num                         | Coureur                        | Pos                         |
| 21                          | Tom Boonen (BEL)               | 10e                         |
| 22                          | Iljo Keisse (BEL)              | AB                          |
| 23                          | Nikolas Maes (BEL)             | AB                          |
| 24                          | Zdeněk Štybar (CZE)            | 5e                          |
| 25                          | Niki Terpstra (NED)            | 1er                         |
| 26                          | Matteo Trentin (ITA)           | 95e                         |
| 27                          | Guillaume Van Keirsbulck (BEL) | 84e                         |
| 28                          | Stijn Vandenbergh (BEL)        | 16e                         |

| BMC Racing BMC | BMC Racing BMC              | BMC Racing BMC |
| -------------- | --------------------------- | -------------- |
| Num            | Coureur                     | Pos            |
| 31             | Greg Van Avermaet (BEL)     | 17e            |
| 32             | Marcus Burghardt (GER)      | 22e            |
| 33             | Silvan Dillier (SUI)        | AB             |
| 34             | Thor Hushovd (NOR) (Route)  | 19e            |
| 35             | Taylor Phinney (USA)        | 30e            |
| 36             | Manuel Quinziato (ITA)      | 96e            |
| 37             | Michael Schär (SUI) (Route) | 34e            |
| 38             | Danilo Wyss (SUI)           | 76e            |

| Orica-GreenEDGE OGE | Orica-GreenEDGE OGE   | Orica-GreenEDGE OGE |
| ------------------- | --------------------- | ------------------- |
| Num                 | Coureur               | Pos                 |
| 41                  | Mathew Hayman (AUS)   | 41e                 |
| 42                  | Sam Bewley (NZL)      | AB                  |
| 43                  | Mitchell Docker (AUS) | 29e                 |
| 44                  | Luke Durbridge (AUS)  | 90e                 |
| 45                  | Michael Hepburn (AUS) | 133e                |
| 46                  | Jens Keukeleire (BEL) | 25e                 |
| 47                  | Aidis Kruopis (LTU)   | AB                  |
| 48                  | Jens Mouris (NED)     | 118e                |

| Sky SKY | Sky SKY                    | Sky SKY |
| ------- | -------------------------- | ------- |
| Num     | Coureur                    | Pos     |
| 51      | Bradley Wiggins (GBR)      | 9e      |
| 52      | Edvald Boasson Hagen (NOR) | 21e     |
| 53      | Bernhard Eisel (AUT)       | 13e     |
| 54      | Christian Knees (GER)      | 65e     |
| 55      | Salvatore Puccio (ITA)     | 112e    |
| 56      | Gabriel Rasch (NOR)        | 117e    |
| 57      | Luke Rowe (GBR)            | 31e     |
| 58      | Geraint Thomas (GBR)       | 7e      |

| Katusha KAT | Katusha KAT                     | Katusha KAT |
| ----------- | ------------------------------- | ----------- |
| Num         | Coureur                         | Pos         |
| 61          | Alexander Kristoff (NOR)        | AB          |
| 62          | Vladimir Gusev (RUS)            | 92e         |
| 63          | Vladimir Isaychev (RUS) (Route) | 126e        |
| 64          | Aliaksandr Kuschynski (BLR)     | AB          |
| 65          | Viatcheslav Kouznetsov (RUS)    | 57e         |
| 66          | Luca Paolini (ITA)              | 74e         |
| 67          | Rüdiger Selig (GER)             | 136e        |
| 68          | Gatis Smukulis (LAT)            | 86e         |

| AG2R La Mondiale ALM | AG2R La Mondiale ALM     | AG2R La Mondiale ALM |
| -------------------- | ------------------------ | -------------------- |
| Num                  | Coureur                  | Pos                  |
| 71                   | Sébastien Turgot (FRA)   | 14e                  |
| 72                   | Gediminas Bagdonas (LTU) | 47e                  |
| 73                   | Steve Chainel (FRA)      | 27e                  |
| 74                   | Damien Gaudin (FRA)      | 110e                 |
| 75                   | Hugo Houle (CAN)         | 142e                 |
| 76                   | Yauheni Hutarovich (BLR) | 46e                  |
| 77                   | Sébastien Minard (FRA)   | 23e                  |
| 78                   | Lloyd Mondory (FRA)      | AB                   |

| Garmin-Sharp GRS | Garmin-Sharp GRS          | Garmin-Sharp GRS |
| ---------------- | ------------------------- | ---------------- |
| Num              | Coureur                   | Pos              |
| 81               | Johan Vansummeren (BEL)   | 38e              |
| 82               | Jack Bauer (NZL)          | 105e             |
| 83               | Tyler Farrar (USA)        | 67e              |
| 84               | Lasse Norman Hansen (DEN) | AB               |
| 85               | Raymond Kreder (NED)      | 125e             |
| 86               | Sebastian Langeveld (NED) | 8e               |
| 87               | David Millar (GBR)        | 113e             |
| 88               | Dylan van Baarle (NED)    | 64e              |

| FDJ.fr FDJ | FDJ.fr FDJ               | FDJ.fr FDJ |
| ---------- | ------------------------ | ---------- |
| Num        | Coureur                  | Pos        |
| 91         | Matthieu Ladagnous (FRA) | 32e        |
| 92         | William Bonnet (FRA)     | 88e        |
| 93         | David Boucher (FRA)      | AB         |
| 94         | Mickaël Delage (FRA)     | AB         |
| 95         | Arnaud Démare (FRA)      | 12e        |
| 96         | Murilo Fischer (BRA)     | 111e       |
| 97         | Johan Le Bon (FRA)       | AB         |
| 98         | Yoann Offredo (FRA)      | 59e        |

| Cannondale CAN | Cannondale CAN             | Cannondale CAN |
| -------------- | -------------------------- | -------------- |
| Num            | Coureur                    | Pos            |
| 101            | Peter Sagan (SVK) (Route)  | 6e             |
| 102            | Maciej Bodnar (POL)        | 42e            |
| 103            | Ted King (USA)             | AB             |
| 104            | Kristjan Koren (SLO)       | 36e            |
| 105            | Matthias Krizek (AUT)      | 87e            |
| 106            | Paolo Longo Borghini (ITA) | 72e            |
| 107            | Alan Marangoni (ITA)       | 101e           |
| 108            | Fabio Sabatini (ITA)       | AB             |

| Lampre-Merida LAM | Lampre-Merida LAM       | Lampre-Merida LAM |
| ----------------- | ----------------------- | ----------------- |
| Num               | Coureur                 | Pos               |
| 111               | Filippo Pozzato (ITA)   | 50e               |
| 112               | Niccolò Bonifazio (ITA) | AB                |
| 113               | Davide Cimolai (ITA)    | AB                |
| 114               | Elia Favilli (ITA)      | AB                |
| 115               | Roberto Ferrari (ITA)   | AB                |
| 116               | Sacha Modolo (ITA)      | AB                |
| 117               | Andrea Palini (ITA)     | 80e               |
| 118               | Luca Wackermann (ITA)   | AB                |

| Giant-Shimano GIA | Giant-Shimano GIA                 | Giant-Shimano GIA |
| ----------------- | --------------------------------- | ----------------- |
| Num               | Coureur                           | Pos               |
| 121               | John Degenkolb (GER)              | 2e                |
| 122               | Nikias Arndt (GER)                | 100e              |
| 123               | Bert De Backer (BEL)              | 11e               |
| 124               | Koen de Kort (NED)                | 83e               |
| 125               | Reinardt Janse van Rensburg (RSA) | 69e               |
| 126               | Ramon Sinkeldam (NED)             | 116e              |
| 127               | Tom Stamsnijder (NED)             | AB                |
| 128               | Roy Curvers (NED)                 | AB                |

| Lotto-Belisol LTB | Lotto-Belisol LTB      | Lotto-Belisol LTB |
| ----------------- | ---------------------- | ----------------- |
| Num               | Coureur                | Pos               |
| 131               | Lars Ytting Bak (DEN)  | 109e              |
| 132               | Kris Boeckmans (BEL)   | AB                |
| 133               | Vegard Breen (NOR)     | 129e              |
| 134               | Stig Broeckx (BEL)     | 58e               |
| 135               | Kenny Dehaes (BEL)     | 130e              |
| 136               | Jens Debusschere (BEL) | 75e               |
| 137               | Marcel Sieberg (GER)   | AB                |
| 138               | Boris Vallée (BEL)     | AB                |

| Europcar EUC | Europcar EUC           | Europcar EUC |
| ------------ | ---------------------- | ------------ |
| Num          | Coureur                | Pos          |
| 141          | Vincent Jérôme (FRA)   | AB           |
| 142          | Jérôme Cousin (FRA)    | AB           |
| 143          | Antoine Duchesne (CAN) | AB           |
| 144          | Jimmy Engoulvent (FRA) | AB           |
| 145          | Yohann Gène (FRA)      | AB           |
| 146          | Yannick Martinez (FRA) | 24e          |
| 147          | Alexandre Pichot (FRA) | 43e          |
| 148          | Björn Thurau (GER)     | AB           |

| IAM | IAM                               | IAM  |
| --- | --------------------------------- | ---- |
| Num | Coureur                           | Pos  |
| 151 | Roger Kluge (GER)                 | 44e  |
| 152 | Marcel Aregger (SUI)              | AB   |
| 153 | Heinrich Haussler (AUS)           | 91e  |
| 154 | Sébastien Hinault (FRA)           | 115e |
| 155 | Dominic Klemme (GER)              | 119e |
| 156 | Matteo Pelucchi (ITA)             | AB   |
| 157 | Jérôme Pineau (FRA)               | AB   |
| 158 | Aleksejs Saramotins (LAT) (Route) | 62e  |

| Movistar MOV | Movistar MOV                | Movistar MOV |
| ------------ | --------------------------- | ------------ |
| Num          | Coureur                     | Pos          |
| 161          | Alex Dowsett (GBR)          | AB           |
| 162          | Imanol Erviti (ESP)         | 61e          |
| 163          | José Iván Gutiérrez (ESP)   | AB           |
| 164          | Jesús Herrada (ESP) (Route) | AB           |
| 165          | Juan José Lobato (ESP)      | AB           |
| 166          | Dayer Quintana (COL)        | AB           |
| 167          | Jasha Sütterlin (GER)       | 124e         |
| 168          | Francisco Ventoso (ESP)     | 54e          |

| Astana AST | Astana AST               | Astana AST |
| ---------- | ------------------------ | ---------- |
| Num        | Coureur                  | Pos        |
| 171        | Borut Božič (SLO)        | 40e        |
| 172        | Daniil Fominykh (KAZ)    | 135e       |
| 173        | Dmitriy Gruzdev (KAZ)    | 71e        |
| 174        | Evan Huffman (USA)       | AB         |
| 175        | Valentin Iglinskiy (KAZ) | 137e       |
| 176        | Arman Kamyshev (KAZ)     | AB         |
| 177        |                          |            |
| 178        | Ruslan Tleubayev (KAZ)   | 106e       |

| Tinkoff-Saxo TCS | Tinkoff-Saxo TCS              | Tinkoff-Saxo TCS |
| ---------------- | ----------------------------- | ---------------- |
| Num              | Coureur                       | Pos              |
| 181              | Manuele Boaro (ITA)           | AB               |
| 182              | Jesper Hansen (ITA)           | AB               |
| 183              | Christopher Juul Jensen (DEN) | 73e              |
| 184              | Michal Kolář (SVK)            | 141e             |
| 185              | Marko Kump (SLO)              | 98e              |
| 186              | Michael Mørkøv (DEN) (Route)  | 52e              |
| 187              | Nicki Sørensen (DEN)          | 89e              |
| 188              | Nikolay Trusov (RUS)          | 35e              |

| Bretagne-Séché Environnement BSE | Bretagne-Séché Environnement BSE | Bretagne-Séché Environnement BSE |
| -------------------------------- | -------------------------------- | -------------------------------- |
| Num                              | Coureur                          | Pos                              |
| 191                              | Erwann Corbel (FRA)              | AB                               |
| 192                              | Brice Feillu (FRA)               | 48e                              |
| 193                              | Benoît Jarrier (FRA)             | 45e                              |
| 194                              | Clément Koretzky (FRA)           | 102e                             |
| 195                              | Christophe Laborie (FRA)         | AB                               |
| 196                              | Vegard Stake Laengen (NOR)       | AB                               |
| 197                              | Benjamin Le Montagner (FRA)      | AB                               |
| 198                              | Pierre-Luc Périchon (FRA)        | 128e                             |

| Wanty-Groupe Gobert WGG | Wanty-Groupe Gobert WGG   | Wanty-Groupe Gobert WGG |
| ----------------------- | ------------------------- | ----------------------- |
| Num                     | Coureur                   | Pos                     |
| 201                     | Björn Leukemans (BEL)     | 15e                     |
| 202                     | Tim De Troyer (BEL)       | 97e                     |
| 203                     | Laurens De Vreese (BEL)   | 33e                     |
| 204                     | Jempy Drucker (LUX)       | 20e                     |
| 205                     | Wesley Kreder (NED)       | 104e                    |
| 206                     | Mirko Selvaggi (ITA)      | 139e                    |
| 207                     | James Vanlandschoot (BEL) | 79e                     |
| 208                     | Frederik Veuchelen (BEL)  | AB                      |

| Cofidis COF | Cofidis COF              | Cofidis COF |
| ----------- | ------------------------ | ----------- |
| Num         | Coureur                  | Pos         |
| 211         | Julien Fouchard (FRA)    | 60e         |
| 212         | Egoitz García (ESP)      | 82e         |
| 213         | Gert Jõeäär (EST)        | AB          |
| 214         | Christophe Laporte (FRA) | 103e        |
| 215         | Cyril Lemoine (FRA)      | AB          |
| 216         | Adrien Petit (FRA)       | 28e         |
| 217         | Florian Sénéchal (FRA)   | 49e         |
| 218         | Louis Verhelst (BEL)     | AB          |

| Topsport Vlaanderen-Baloise TSV | Topsport Vlaanderen-Baloise TSV | Topsport Vlaanderen-Baloise TSV |
| ------------------------------- | ------------------------------- | ------------------------------- |
| Num                             | Coureur                         | Pos                             |
| 221                             | Jelle Wallays (BEL)             | 70e                             |
| 222                             | Tim Declercq (BEL)              | AB                              |
| 223                             | Yves Lampaert (BEL)             | 108e                            |
| 224                             | Jarl Salomein (BEL)             | 78e                             |
| 225                             | Stijn Steels (BEL)              | 68e                             |
| 226                             | Edward Theuns (BEL)             | 107e                            |
| 227                             | Kenneth Vanbilsen (BEL)         | AB                              |
| 282                             | Preben Van Hecke (BEL)          | 123e                            |

| NetApp-Endura TNE | NetApp-Endura TNE         | NetApp-Endura TNE |
| ----------------- | ------------------------- | ----------------- |
| Num               | Coureur                   | Pos               |
| 231               | Jan Bárta (CZE)           | 131e              |
| 232               | Sam Bennett (IRL)         | 134e              |
| 233               | Zakkari Dempster (AUS)    | 56e               |
| 234               | Blaž Jarc (SLO)           | 63e               |
| 235               | Ralf Matzka (GER)         | 143e              |
| 236               | Jonathan McEvoy (GBR)     | 93e               |
| 237               | Andreas Schillinger (GER) | 66e               |
| 238               | Michael Schwarzmann (GER) | AB                |

| UnitedHealthcare UHC | UnitedHealthcare UHC     | UnitedHealthcare UHC |
| -------------------- | ------------------------ | -------------------- |
| Num                  | Coureur                  | Pos                  |
| 241                  | Martijn Maaskant (NED)   | 81e                  |
| 242                  | Alessandro Bazzana (ITA) | 127e                 |
| 243                  | Robert Förster (GER)     | 138e                 |
| 244                  | Davide Frattini (ITA)    | 140e                 |
| 245                  | Christopher Jones (USA)  | 122e                 |
| 246                  | John Murphy (USA)        | 121e                 |
| 247                  | Daniel Summerhill (USA)  | 132e                 |
| 248                  | Bradley White (USA)      | 144e                 |